# Back-On
Back-On é uma banda de rock japonesa formada em 2002, na cidade de Tóquio.

## Músicas em animes
A banda teve muitas músicas em aberturas e encerramentos de animes. No anime
Air Gear, teve a música Chain como abertura. A música Hikari Sasuhou foi tema do anime Murder Princess. E no anime Eyeshild 21, teve três encerramentos com as músicas Flower, Blaze Line e Day Dreaming. Há muitas canções da banda em dramas japoneses, inéditos no Brasil e em alguns jogos de consoles.
Em julho de 2014, a canção "Strike Back" se tornou tema de abertura do anime Fairy Tail.

## Discografia

### Singles
| Single | Título                                    | Faixas                                                                                  | Data de lançamento        |
| ------ | ----------------------------------------- | --------------------------------------------------------------------------------------- | ------------------------- |
| 1      | Chain                                     | Chain Believer 鼓動 (Kodou)                                                             | 7 de junho de 2006        |
| 2      | Blaze Line/ A Day Dreaming...             | Blaze Line A Day Dreaming... Eyes                                                       | June 6 de junho de 2007   |
| 3      | "Butterfly"                               | Butterfly Spark Drive (Shutokou Remix)                                                  | 19 de setembro de 2007    |
| 4      | Flower                                    | Flower Zero Colors                                                                      | 19 de setembro de 2007    |
| 5      | "Sands of Time"                           | 21 de maio de 2008                                                                      |                           |
| 6      | Flyaway                                   | Flyaway Where Is the Future? Re:Start Flyaway: Tales of Remix (Limited edition CD only) | 28 de janeiro de 2009     |
| 7      | ONE STEP! feat.mini／Tomorrow never knows | One Step feat. mini Tomorrow Never Knows                                                | 27 de janeiro de 2010     |
| 8      | With you feat.Me                          | With you feat.me Nagareboshi With you feat.me(Remix Version)                            | 09 de Fevereiro de 2011 8 |

### EP
| Álbum | Título             | Faixas | Data de lançamento                 |
| ----- | ------------------ | --- | ---------------------------------- |
| 1     | Adachi Tribe EP    | Intro feat. DJ Takaki Over Dreamer Forward そのままで (Sono mama de)                                      | 27 de outubro de 2004              |
| 2     | ユラユラ Hero EP   | Flydom Nuts Tribe アルティメット足立 (Ultimate Adachi) Over (Leave It Alone Mix) Soul Shout (Studio Live) | 13 de julho de 2005 (Out of Print) |
| 3     | ユラユラ Baby Rock | Gaku-Ten Blow Flydom Forward Feel Nuts Tribe Lucky? So Many Tears                                         | 19 de outubro de 2005              |
| 4     | ユラユラ New World | New World Chain (Album Mix) Rain ヒカリサスホウ (Hikari Sasuhou) Drive Make Some Noise                    | 22 de novembro de 2006             |

### Álbuns
| Álbum | Título | Faixas | Data de lançamento     |
| ----- | ------ | --- | ---------------------- |
| 1     | Yes    | 果てなき道へ (Hatenaki Michi E) [LA mix] Flower [LA mix] New World Sands of Time Butterfly Blaze Line Drive A Day Dreaming... そのままで (Sono Mama De) [New ver.] ヒカリサスホウ (Hikari Sasuhou) [New World ver.] Chain [LA mix] Flydom BAReeeeeeeeeeN / Color [LA mix] BAReeeeeeeeeeN / 足跡 (Ashiato) [LA mix] | 12 de novembro de 2008 |

| Álbum | Título      | Faixas | Data de lançamento      |
| ----- | ----------- | --- | ----------------------- |
| 2     | HELLO WORLD | Beginning Rockstar Anthem With You feat. Me Apologize Twenty Four / 7 Tell Me Flyaway Hero Tomorrow Never Knows -album ver.- We Are... One Step! feat. mini Hare Days | 16 de Fevereiro de 2011 |

| Álbum | Título     | Faixas | Data de lançamento |
| ----- | ---------- | --- | ------------------ |
| 3     | Good Job!! | Ice cream Highway Dancer Connectus Gimme! Gimme! Gimme! come on & Let's go feat.Emyli, kailis from OVER DOSE(Taiwan) HOME Word play WE CAN’T STOP Futari Diary (フタリダイアリー Futari Daiarī?, "Two Diaries") IT’S NOT OVER Selfish Mr Yesterday | 30 de Maio de 2012 |